# سیریل تریو
سیریل تریو (فرانسوی: Cyril Théréau‎؛ زادهٔ ۲۴ آوریل ۱۹۸۳) بازیکن فوتبال اهل فرانسه است.
از باشگاه‌هایی که در آن بازی کرده‌است می‌توان به آنژه، شارلوا، استوا بخارست، اندرلشت، کیه‌وو، اودینزه، فیورنتینا و کالیاری اشاره کرد.